# Gone (canção de Aaliyah e Tank)
"Gone" é uma canção da cantora norte-americana Aaliyah com o cantor e colaborador de longa data Tank, lançada em 2 de maio de 2025 através da Blackground Records 2.0. Inicialmente lançada apenas no aplicativo de música da gravadora, BLKStream, a canção foi lançada em todas as plataformas de streaming e download digital em 1º de agosto de 2025. "Gone" deve estar presente no próximo álbum póstumo de Aaliyah, Unstoppable. Foi escrita por Static Major, responsável por compor múltiplas canções de Aaliyah, e Tank. A produção foi supervisionada por Sean Garrett e Azul Wynter.

## Antecedentes e lançamento
No final da década de 1990, Tank trabalhou como vocalista de apoio para Aaliyah. Em 1999, quando Aaliyah estava gravando músicas para seu terceiro álbum de estúdio, ela pediu a Tank que fornecesse vocais adicionais na canção "Come Over", que foi lançada como single póstumo em 2003. Tank também escreveu duas músicas para o último álbum da cantora: "I Can Be" e "What If". Em 25 de agosto de 2021, Barry Hankerson revelou em uma entrevista ao Big Tigger para a WVEE que um álbum póstumo intitulado Unstoppable seria lançado em "questão de semanas". O álbum contaria com Drake, Snoop Dogg, Ne-Yo, Chris Brown e Future, além de vocais inéditos de antes do falecimento de Aaliyah. Em janeiro de 2024, a Blackground Records deu a entender em uma postagem no Instagram que o lançamento estava "próximo"; no entanto, até 2025, o projeto não foi lançado.
Em 2 de maio de 2025, a Blackground 2.0 lançou "Gone" exclusivamente no aplicativo de streaming da gravadora, BLKStream, e posteriormente foi lançada em 1º de agosto de 2025 em todas as plataformas de streaming e download digital.
O produtor Sean Garrett opinou: "Crescer admirando Aaliyah, que é um ícone, foi uma inspiração para todos nós [...] Eu não poderia ter sido mais abençoado por ter feito uma canção com ela e Tank. Vozes e talentos incríveis".

## Videoclipe
Um videoclipe em 2D foi lançado em 1º de agosto de 2025, junto com o anúncio de uma "experiência holográfica em 3D" fornecida pelo aplicativo Soapbox da Meta Quest.

## Recepção
Assim como o single anterior de Aaliyah, "Poison", o lançamento de "Gone" enfrentou fortes críticas dos fãs, que expressaram desgosto pela baixa qualidade dos vocais de Aaliyah, com alguns questionando a autenticidade.
Tank fez uma declaração após o lançamento. Ele escreveu: "[A música] com a minha participação deveria ser algo bom para preservar e continuar o legado da incrível Aaliyah... Não é isso. Estou fora [...] A música da Aaliyah que vocês estão ouvindo com a minha participação, eu fiz por amor a ela. Eu tinha preocupações e as expressei. Da faixa aos vocais, à mixagem e ao visual [...] Mesmo assim, fui em frente sabendo que pelo menos seria capaz de aprovar o produto final. Não aprovei nada que vocês ouviram ou viram [...] Eu achar que as pessoas mudaram foi um erro meu e eu assumo [...] Aaliyah merece algo melhor".

## Desempenho comercial
"Gone" estreou na 20º posição do gráfico Adult R&B Airplay da Billboard, alcançando a 11ª posição três meses depois. Também alcançou a 28ª posição da tabela R&B/Hip Hop Airplay.

## Tabelas musicais
| Tabelas musicais (2025)                          | Melhor posição |
| ------------------------------------------------ | -------------- |
| Estados Unidos - Adult R&B Airlpay (Billboard)   | 11             |
| Estados Unidos - R&B/Hip Hop Airplay (Billboard) | 28             |